# فرودگاه بین‌المللی دوموده‌دوو
فرودگاه بین‌المللی دوموده‌دوو (به انگلیسی: Domodedovo International Airport) (به زبان بومی: Аэропорт Домодедово) یک فرودگاه همگانی مسافربری با کد یاتا DME است که یک باند فرود بتن دارد و طول باند آن ۲۶۰۰ متر است. این فرودگاه در شهر دوموددوفو کشور روسیه قرار دارد و در ارتفاع ۱۷۹ متری از سطح دریا واقع شده‌است.
بزرگترین فرودگاه بین‌المللی که در جنوب شرقی مسکو پایتخت روسی ه قرار دارد و تا مرکز شهر مسکو ۴۲ کیلومتر فاصله دارد. این فرودگاه در سال ۲۰۱۰ میلادی به تعداد ۲۲٬۲۵۰٬۰۰۰ مسافر خدمات فرودگاهی ارائه داشته‌است که نسبت به سال ۲۰۰۹ میلادی ۱۹٫۲ ٪ افزایش داشته‌است. این فرودگاه در ماه می سال ۱۹۶۵ رسماً آغاز فعالیت نمود. مساحت ترمینال این فرودگاه از ۷۰٬۰۰۰ متر مربع در سال ۲۰۰۴ به ۱۳۵٬۰۰۰ متر مربع در سال ۲۰۰۹ افزایش یافته.
در ماه مارس سال ۲۰۰۹ این فرودگاه برای خدمات دهی اعم از فرود و پرواز بزرگترین هواپیما مسافربری جهان ایرباس ۳۸۰ A را اعلام داشته.
فرودگاه بین‌المللی دوموده‌دوو از نظر ترافیک مسافر و بار دارای رتبه یک در بین فرودگاه‌های روسیه بوده و به‌طور کلی بزرگ‌ترین و شلوغ‌ترین فرودگاه روسیه محسوب می‌شود. دوموده‌دوو تنها فرودگاهی بخش خصوصی کشور روسیه است، همچنین اولین فرودگاه روسیه است که باندهای پرواز موازی دارد

## شرکت‌های هواپیمایی و مقصدهای پروازی
در پی حمله روسیه به اوکراین در فوریهٔ ۲۰۲۲، بسیاری از کشورها اقدام به ممنوعیت عبور خطوط هوایی روسیه از حریم هوایی خود کرده‌اند و بسیاری از کشورها خطوط هوایی را از پرواز به حریم هوایی روسیه منع کرده‌اند. شرکت‌های هواپیمایی اتحادیه اروپا، آمریکای شمالی، بریتانیا، سوئیس، نروژ، ایسلند، کره جنوبی، ژاپن، هنگ کنگ، تایوان و سنگاپور خدمات خود را به دوموده به حالت تعلیق درآورده‌اند.
شرکت‌های هواپیمایی زیر خدمات منظم برنامه‌ریزی‌شده و چارتر را به/از دوموده انجام می‌دهند:

### مسافری
| شرکت‌های هواپیمایی       | مقصدهای پروازی |
| ----------------------- | --- |
| ایر عربیا               | فرودگاه بین‌المللی ابوظبی، فرودگاه بین‌المللی شارجه |
| الکساندریا ایرلاینز     | فرودگاه بین‌المللی شرم‌الشیخ |
| اویا ترافیک کمپانی      | فرودگاه بین‌المللی مناس، فرودگاه اوش |
| آذربایجان ایرلاینز      | فرودگاه بین‌المللی حیدر علی‌اف |
| بلاویا                  | فرودگاه بین‌المللی مینسک |
| کرندون ایرلاینز         | چارتر فصلی: فرودگاه آنتالیا، فرودگاه میلاس-بودروم، فرودگاه دالامان |
| اجیپت‌ایر                | فرودگاه بین‌المللی قاهره، فرودگاه بین‌المللی غردقه، فرودگاه بین‌المللی شرم‌الشیخ |
| ال عال                  | فرودگاه بین‌المللی بن گوریون |
| هواپیمایی امارات        | فرودگاه بین‌المللی دبی |
| هواپیمایی اتیوپی        | فرودگاه بین‌المللی بوول |
| Fly Arna                | فرودگاه بین‌المللی زوارتنوتس |
| فلای وان                | فرودگاه بین‌المللی زوارتنوتس |
| گلف ایر                 | فرودگاه بین‌المللی بحرین |
| ایر آئرو                | فرودگاه آنتالیا، فرودگاه بین‌المللی حیدر علی‌اف، فرودگاه بین‌المللی گنجه، فرودگاه استانبول، فرودگاه قزل، فرودگاه بین‌المللی لنکران فصلی: فرودگاه آدانا |
| آیزهاویا                | فرودگاه ایژفسک، فرودگاه اویتاش |
| جزیره ایرویز            | فرودگاه بین‌المللی کویت |
| نورداستار               | فرودگاه یملیانو، فرودگاه کورگان، فرودگاه اویتاش، فرودگاه مینرالنیه وودی، فرودگاه الیکل، فرودگاه پولکوو، فرودگاه بین‌المللی کورومچ، فرودگاه بین‌المللی سوچی، فرودگاه بین‌المللی اوفا |
| Panorama Airways        | فرودگاه نمنگان، فرودگاه سمرقند |
| رد وینگز ایرلاینز       | فرودگاه آنتالیا، فرودگاه بارنائول، فرودگاه بین‌المللی باتومی، فرودگاه استانبول، فرودگاه بین‌المللی کوتائیسی، فرودگاه بین‌المللی سوچی، فرودگاه بین‌المللی تاشکند، فرودگاه بین‌المللی بن گوریون (بازگشایی از ۲۲ ژانویه ۲۰۲۴)، فرودگاه بین‌المللی اوفا، فرودگاه کولتسوو، فرودگاه بین‌المللی زوارتنوتس چارتر فصلی: فرودگاه بین‌المللی پوکت |
| روسیه ایرلاینز          | فرودگاه پولکوو |
| هواپیمایی پادشاهی مراکش | فرودگاه بین‌المللی محمد پنجم |
| اس۷ ایرلاینز            | فرودگاه آباکان، فرودگاه آنتالیا، کیروفسک آپاتیتی، فرودگاه عشق‌آباد، فرودگاه آستراخان، فرودگاه بارنائول، فرودگاه ایگناتیوا، فرودگاه براتسک، فرودگاه کادالا، فرودگاه بین‌المللی آل مکتوم، فرودگاه گورنو-آلتایسک، فرودگاه گروزنی، فرودگاه بین‌المللی ایرکوتسک، فرودگاه استانبول، فرودگاه خرابوروفو، فرودگاه بین‌المللی قازان، فرودگاه خجند، فرودگاه یملیانو، فرودگاه اویتاش، فرودگاه بین‌المللی مینسک، فرودگاه میرنی، فرودگاه مورمانسک، فرودگاه نادیم، فرودگاه چولمان، فرودگاه الیکل، فرودگاه اسپیچنکوف، فرودگاه تولمچوا، فرودگاه نووی اورنگوی، فرودگاه تسنترالنی، فرودگاه اوش، فرودگاه پنزا، فرودگاه بولشویه ساوینو، فرودگاه پولکوو، فرودگاه سالخارد، فرودگاه بین‌المللی کورومچ، Saratov, فرودگاه بین‌المللی سوچی، فرودگاه بوگاشف، فرودگاه بین‌المللی اوفا، فرودگاه اولان‌اوده، فرودگاه گرگانج، فرودگاه بسلان، فرودگاه بین‌المللی ولگاگراد، فرودگاه یاکوتسک |
| Severstal Avia          | فرودگاه چرپووتس، فرودگاه بسووتس |
| سامان ایر               | فرودگاه بین‌المللی دوشنبه، فرودگاه خجند، فرودگاه کولاب |
| ترکیش ایرلاینز          | فصلی: فرودگاه آنتالیا |
| هواپیمایی ترکمنستان     | فرودگاه عشق‌آباد |
| اورال ایرلاینز          | فرودگاه بارنائول، فرودگاه بین‌المللی مناس، فرودگاه ایگناتیوا، فرودگاه کادالا، فرودگاه بین‌المللی آل مکتوم، فرودگاه بین‌المللی دوشنبه، فرودگاه گروزنی، فرودگاه بین‌المللی غردقه، فرودگاه بین‌المللی ایرکوتسک، فرودگاه بین‌المللی ایسیق‌کول، فرودگاه خرابوروفو، فرودگاه بین‌المللی قازان، فرودگاه خجند، فرودگاه کولاب، فرودگاه اویتاش، فرودگاه مینرالنیه وودی، فرودگاه بین‌المللی مینسک، فرودگاه نمنگان، فرودگاه تولمچوا، فرودگاه تسنترالنی، فرودگاه اوش، Qarshi, فرودگاه پولکوو، فرودگاه بین‌المللی شرم‌الشیخ (بازگشایی از ۵ فوریه ۲۰۲۴)، فرودگاه بسلان، فرودگاه کولتسوو، فرودگاه بین‌المللی زوارتنوتس فصلی: فرودگاه گورنو-آلتایسک، فرودگاه اولان‌اوده چارتر فصلی: فرودگاه اسپیچنکوف |
| یوتی‌ایر اوییشن          | فرودگاه نووی اورنگوی |
| ازبکستان ایرویز         | فرودگاه بین‌المللی تاشکند |
| یامال ایرلاینز          | فرودگاه آنتالیا، فرودگاه نادیم، فرودگاه نمنگان، فرودگاه نووی اورنگوی، فرودگاه نویابرسک، فرودگاه سالخارد، فرودگاه سمرقند |

### باری
| شرکت‌های هواپیمایی   | مقصدهای پروازی |
| ------------------- | --- |
| ایربریج‌کارگو        | فرودگاه بین‌المللی پکن، فرودگاه بین‌المللی چنگدو شوانگلیو، فرودگاه بین‌المللی هنگ کنگ (معلق)، فرودگاه یملیانو، فرودگاه پولکوو، فرودگاه بین‌المللی اینچئون، فرودگاه بین‌المللی شانگهای پودنگ، فرودگاه بین‌المللی ناریتا (معلق)، فرودگاه کولتسوو، فرودگاه بین‌المللی ژنگژو سین‌ژنگ (معلق) |
| امارات اسکای‌کارگو   | فرودگاه بین‌المللی آل مکتوم |
| هواپیمایی اتحاد     | فرودگاه بین‌المللی ابوظبی |
| یانگتزه ریور اکسپرس | فرودگاه بروکسل (معلق)، فرودگاه بین‌المللی نانجینگ لوکو، فرودگاه بین‌المللی ژنگژو سین‌ژنگ |
| هواپیمایی ترکمنستان | فرودگاه ترکمن‌آباد |